# CXCL14
CXCL14, hemokin (C-X-C motif) ligand 14, je mali citokin iz CXC hemokin familije koji je takođe poznat kao BRAK (engl. breast and kidney-expressed chemokine - hemokin izražen u grudima i bubrezima). Kompletno formiran CXCL14 sadrži mnoge konzervirane osobine  hemokin potfamilije ali postoje i razlike, kao što su kraći N-terminus i pet dodatnih aminokiselina u regionu između njegovog tređeg i četvrtog cisteina. CXCL14 je konstitutivno izražen u visokim koncentracijama u mnogim normalnim tkivima, gde su njegov ćelijski izvor fibroblasti. Međutim, njegovo expresija je redukovana ili odsutna iz većine ćelija raka. Ovaj hemokin je hemoatraktant za monocite i može da aktivira te ćelije u prisustvu inflamatornih medijatora prostaglandin-E2 (PGE2). Ovo je takođe potentan hemoatraktant i aktivator dendritskih ćelija. On je impliciran u vraćanje tih ćelija, i on može da stimuliše migraciju aktiviranih  ćelija. CXCL14 takođe inhibira angiogenezu. Moguće je da je to posledica njegove sposobnosti da blokira hemotaksu endotelijalnih ćelija. Gen za CXCL14 se sastoji od četiri eksona i lociran je na hromozomu 5 kod čoveka.